# Hébécrevon
Hébécrevon is een plaats en voormalige gemeente in het Franse departement Manche in de regio Normandië en telt 1.138 inwoners (2017). De plaats maakt deel uit van het arrondissement Saint-Lô.

## Geschiedenis
Hébécrevon maakte deel uit van het kanton Marigny tot dit op 22 maart 2015 werd opgeheven en de gemeente werd opgenomen in het op die gevormde kanton Saint-Lô-1. Op 1 januari 2016 fuseerde Hébécrevon met La Chapelle-en-Juger tot de commune nouvelle Thèreval. Sinds die datum heeft Hébécrevon de status van commune déléguée. 

## Geografie
De oppervlakte van Hébécrevon bedraagt 13,3 km², de bevolkingsdichtheid is 72,9 inwoners per km².
De onderstaande kaart toont de ligging van Hébécrevon met de belangrijkste infrastructuur en aangrenzende gemeenten.

## Demografie
Onderstaande figuur toont het verloop van het inwonertal (bron: INSEE-tellingen).